# Joanna Barnes
Pour les articles homonymes, voir Barnes.
Joanna Barnes est une actrice et romancière américaine née le 15 novembre 1934 à Boston (Massachusetts) et morte le 29 avril 2022 à Sea Ranch (Californie).

## Biographie

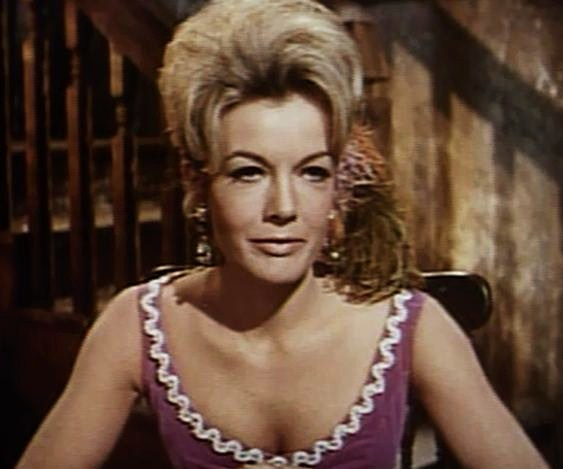
Joanna Barnes dans La Caravane de feu (1967).

Au cinéma, Joanna Barnes apparaît dans seulement dix-neuf films américains, le premier (un petit rôle non crédité) étant Racket dans la couture de Vincent Sherman et Robert Aldrich (avec Lee J. Cobb et Kerwin Mathews), sorti en 1957. Le dernier (à ce jour) est À nous quatre de Nancy Meyers (avec Lindsay Lohan et Dennis Quaid), sorti en 1998 ; c'est le remake de La Fiancée de papa de David Swift (1961, avec Hayley Mills et Maureen O'Hara), où elle jouait déjà.
Parmi ses autres films notables, citons Ma tante de Morton DaCosta (1958, avec Rosalind Russell et Forrest Tucker), Spartacus de Stanley Kubrick (1960, avec Kirk Douglas et Laurence Olivier), ou encore le western La Caravane de feu de Burt Kennedy (1967, avec John Wayne et Kirk Douglas).
Pour la télévision, entre 1956 et 2000 (à ce jour), Joanna Barnes  contribue à trois téléfilms et soixante-seize séries, dont Maverick (cinq épisodes, 1957-1960), La Planète des singes (un épisode, 1974) et L'Île fantastique (trois épisodes, 1978-1979).
Par ailleurs, elle est l'auteur de quatre romans (voir rubrique "Littérature" ci-dessous).

## Filmographie

### Cinéma
- 1957 : Racket dans la couture (The Garment Jungle) de Vincent Sherman et Robert Aldrich : un mannequin
- 1957 : No Time to Be Young de David Lowell Rich : Jeannie
- 1958 : Une femme marquée (Too Much, Too Soon) d'Art Napoleon : une invitée de la fête
- 1958 : Violent Road de Howard W. Koch : Peg Lawrence
- 1958 : Onionhead de Norman Taurog : la fille snob à la fête
- 1958 : Retour avant la nuit (Home Before Dark) de Mervyn LeRoy : Cathy Bergner
- 1958 : Ma tante (Auntie Mame) de Morton DaCosta : Gloria Upson
- 1959 : Tarzan, l'homme-singe (Tarzan, the Ape Man) de Joseph M. Newman : Jane Parker
- 1960 : Spartacus de Stanley Kubrick : Claudia Marius
- 1961 : The Purple Hills (en) de Maury Dexter : Amy Carter
- 1961 : La Fiancée de papa (The Parent Trap) de David Swift : Vicky Robinson
- 1963 : Philbert (Three's a Crowd) de Richard Donner (court métrage d'animation) :voix d'Angela
- 1964 : Au revoir, Charlie (Goodbye Charlie) de Vincente Minnelli : Janie Highland
- 1966 : Too Many Thieves d'Abner Biberman : Katie
- 1967 : La Caravane de feu (The War Wagon) de Burt Kennedy : Lola
- 1967 : Comment réussir en amour sans se fatiguer (Don't Make Waves) d'Alexander Mackendrick : Diane Prescott
- 1971 : B.S. I Love You (en) de Steven Hilliard Stern : Jane Ink
- 1975 : I Wonder Who's Killing Her Now? de Steven Hilliard Stern : Clarice Oliver
- 1998 : À nous quatre (The Parent Trap) de Nancy Meyers : Vicki Blake

### Télévision

#### Séries télévisées (sélection)
- 1957-1958 : Cheyenne
  - Saison 3, épisode 5 Devil's Canyon (1957 - Alice Claney) de Richard L. Bare et épisode 18 Dead to Rights (1958 - Adélaïde Marshall) de Leslie H. Martinson
- 1957-1960 : Maverick
  - Saison 1, épisode 4 Ghost Rider (1957 - Mary Shane) de Leslie H. Martinson et épisode 22 The Burning Sky (1958 - Mme Baxter) de Gordon Douglas
  - Saison 2, épisode 2 The Lonesome Reunion (1958) de Richard L. Bare : Abigail « Abby » Taylor
  - Saison 3, épisode 24 The Resurrection of Joe November (1960) de Leslie Goodwins : Felice de Lasignac
  - Saison 4, épisode 4 Arizona Black Maria (1960) de Lew Landers : Daphné Tolliver
- 1960 : Bonne chance M. Lucky (Mr. Lucky)
  - Saison unique, épisode 28 Taking a Chance de Jack Arnold : Laura Lawrence
- 1960 : Aventures dans les îles (Adventures in Paradise)
  - Saison 2, épisode 12 Les Suspects (Incident in Suva) de Felix E. Feist : Diane Winthrope

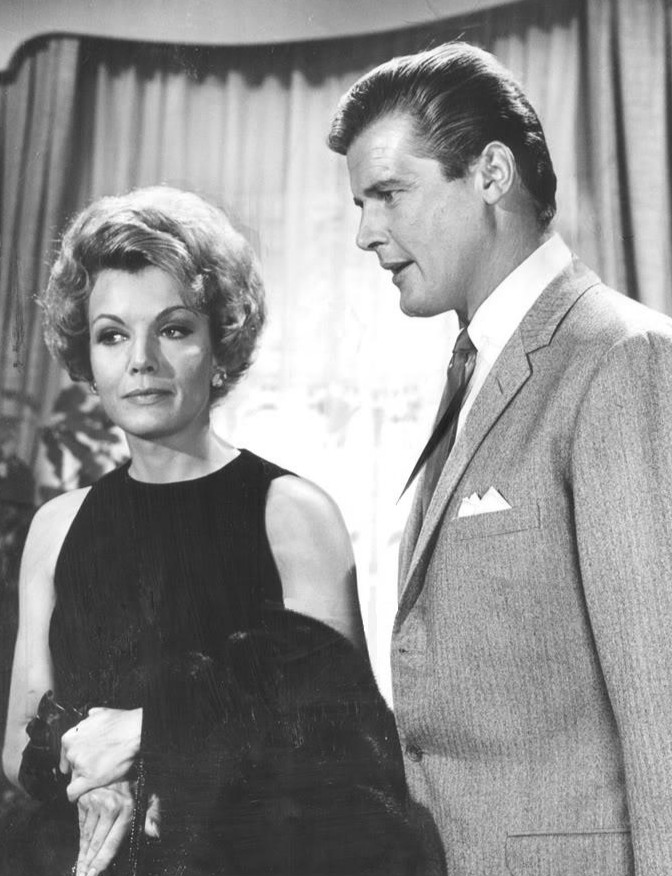
Joanna Barnes et Roger Moore dans la série The Trials of O'Brien (1965, photo promotionnelle).

- 1961 : Les Incorruptibles (The Untouchables)
  - Saison 2, épisode 32 Cognac trois étoiles (90-Proof Dame) de Walter Grauman : Marquise de Bouverais / Marcie McKuen
- 1961 : Ombres sur le soleil (Follow the Sun)
  - Saison unique, épisode 18 The Primitive Clay : La première Doris
- 1962 : Laramie
  - Saison 3, épisode 15 The Barefoot Kid de Joseph Kane : Ruth Craik
  - Saison 4, épisode 2 War Hero de Lesley Selander : Lucy Barton
- 1963 : 77 Sunset Strip
  - Saison 6, épisode 7 88 Bars d'Abner Biberman : Lisa Cabot
- 1965 : Le Jeune Docteur Kildare (Dr. Kildare)
  - Saison 4, épisode 21 Make Way for Tomorrow : Dr Suzanne Shary
- 1968 : Mannix
  - Saison 2, épisode 12 Modus operandi (Fear I to Fall) : Phyllis Richards
- 1969 : Les Règles du jeu (The Name of the Game)
  - Saison 2, épisode 8 The Perfect Image : Ardith
- 1971 : Opération danger (Alias Smith and Jones)
  - Saison 2, épisode 2 How to Rob a Bankin One Hard Lesson d'Alexander Singer : Janet Judson
- 1972 : Hawaï police d'État (Hawaii Five-0)
  - Saison 4, épisode 22 Rendez-vous pour un meurtre (Didn't We Meet at a Murder?) de Paul Stanley : Bonnie
- 1973 : Docteur Marcus Welby (Marcus Welby, M.D.)
  - Saison 4, épisode 21 The Working Heart de Joseph Pevney : Laura Daniels
  - Saison 5, épisode 13 Death Is Only a Side Effect de Jerry London : Noreen Saunders
- 1973 : Un shérif à New York (McCloud)
  - Saison 4, épisode 2 The Solid Gold Swingers de Lou Antonio : Karen Chandler
- 1974 : La Planète des singes (Planet of the Apes)
  - Saison unique, épisode 14 Au-delà des sommets ou Si haut au-dessus du monde (Up Above the World So High) : Carsia
- 1975 : Section 4 (S.W.A.T.)
  - Saison 1, épisode 3 Death Carrier : Andrea
- 1976 : Quincy (Quincy M.E.)
  - Saison 1, épisode 2 Who's Who in Neverland de Steven Hilliard Stern : Margo Bentley / Barbara Miller
- 1978-1979 : L'Île fantastique (Fantasy Island)
  - Saison 1, épisode 12 The Over the Hill Caper / Poof! You're a Movie Star (1978) d'Earl Bellamy : Liz Perry
  - Saison 2, épisode 6 The War Games / Queen of the Boston Bruisers (1978 - Mlle Betty Wendover) d'Earl Bellamy et épisode 25 Amusement Park / Rock Stars (1979 - Mlle Ridges) de Cliff Bole
- 1979 : Drôles de dames (Charlie's Angels)
  - Saison 4, épisode 10 Ça roule pour elles (Angels on Skates) de Don Chaffey : Julia Lathrop
- 1982 : Pour l'amour du risque (Hart to Hart)
  - Saison 4, épisode 6 Désir du cœur (Hart's Desire) de Kevin Connor : Rosemary Wentworth
- 1983 : Les Enquêtes de Remington Steele (Remington Steele)
  - Saison 2, épisode 9 Jumelles (My Fair Steele) de Seymour Robbie : Claudette Crockett
- 1987 : Arabesque (Murder, She Wrote)
  - Saison 4, épisode 5 Bataille pour la présidence (The Way to Dusty Death) : Lydia Barnett

#### Téléfilms
- 1959 : Beach Patrol de George Blair : Edie West
- 1971 : Eddie d'Hy Averback : Sylvia
- 1983 : Secrets of a Mother and Daughter de Gabrielle Beaumont : Carina

## Littérature
(romans)
- 1970 : The Deceivers, Arbor House, New York, 312 pp ;
- 1973 : Who Is Carla Hart?, Arbor House, New York, 222 pp ;
- 1980 : Pastora, Arbor House, New York, 750 pp ;
- 1985 : Silverwood, Linden Press, New York, 349 pp.